# 苗永明
苗永明（1929年—2023年1月3日），男，山东桓台人，中华人民共和国政治人物，曾任山东省政协副主席，中国民主促进会中央委员会委员、山东省委员会主任委员，第七、八、九届全国政协委员。